# Pristurus longipes
Pristurus longipes — вид геконоподібних ящірок родини Sphaerodactylidae. Мешкає в Ємені.

## Поширення і екологія
Pristurus longipes відомі з типової місцевості, розташованої у єменському місті Аден, а також за одним зразком, зібраним в еритрейському місті Массауа.